# Jean-Antoine Jaquet
Pour les articles homonymes, voir Jaquet.
Jean-Antoine Jaquet, né le 19 mai 1770 à Chaumont et décédé à une date inconnue, est un homme politique français.

## Biographie
Fils d'Antoine Jaquet, notaire royal, et de Marie-Françoise Mallem, il appartint à la magistrature sous la Révolution. Le 10 messidor an VIII, il fut, en qualité de commissaire du gouvernement, chargé de l'administration de la ci-devant province de Suze (anciens États sardes). Intendant du même pays le 5 thermidor suivant, il l'administra, comme sous-préfet de l'arrondissement, sous le Consulat et sous l'Empire. 
Le 14, avril 1807, le Sénat conservateur le nomma député du département du Pô au Corps législatif, où il siégea jusqu'en 1811.